# Rottingdean
Rottingdean är en ort och civil parish i Storbritannien.   Den ligger i enhetskommunen Brighton and Hove i det ceremoniella grevskapet East Sussex i riksdelen England, i den södra delen av landet, 80 km söder om huvudstaden London. Rottingdean ligger 37 meter över havet och antalet invånare är 21 756. Närmaste större samhälle är Brighton, 6 km väster om Rottingdean. 